# Port de Kavkaz
Le port de Kavkaz est un port maritime sur la flèche de Tchouchka bordant le détroit de Kertch ; dans l'ouest du kraï de Krasnodar, subdivision régionale de la Russie, située dans le district fédéral du Sud.

## Histoire
Il était le point de départ choisi pour le pont ferroviaire de Crimée débuté par les allemands en 1943.

### Guerre russo-ukrainienne
Le port, en mai 2024 est la cible d'attaques ukrainiennes qui endommagent des navires au port et le terminal pétrolier.
Un transbordeur a été touché, le 23 juillet 2024, par un drone ukrainien dans le détroit de Kertch, avec des morts et des blessés parmi le personnel du port selon Veniamine Kondratiev, gouverneur du kraï de Krasnodar. Un ferry chargé de carburants est coulé dans le port par l'armée ukrainienne le 22 août 2024.

## Infrastructures et installations
C'est l'un des terminaux du transport par ferries autour du détroit. Il a été modernisé en 1999 avec de nouveaux réservoirs.

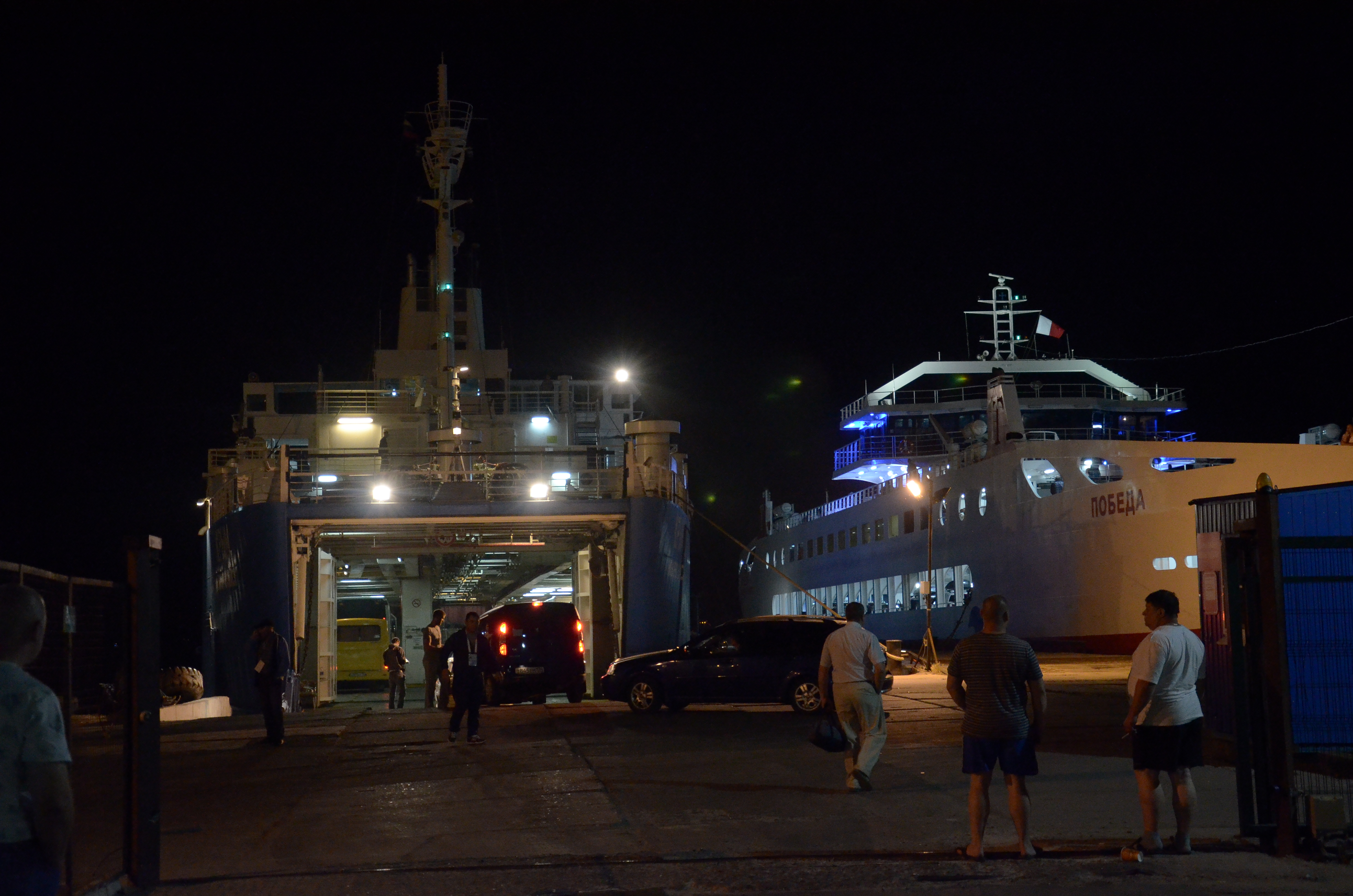
Transbordement de passagers sur le Protoporos IV.
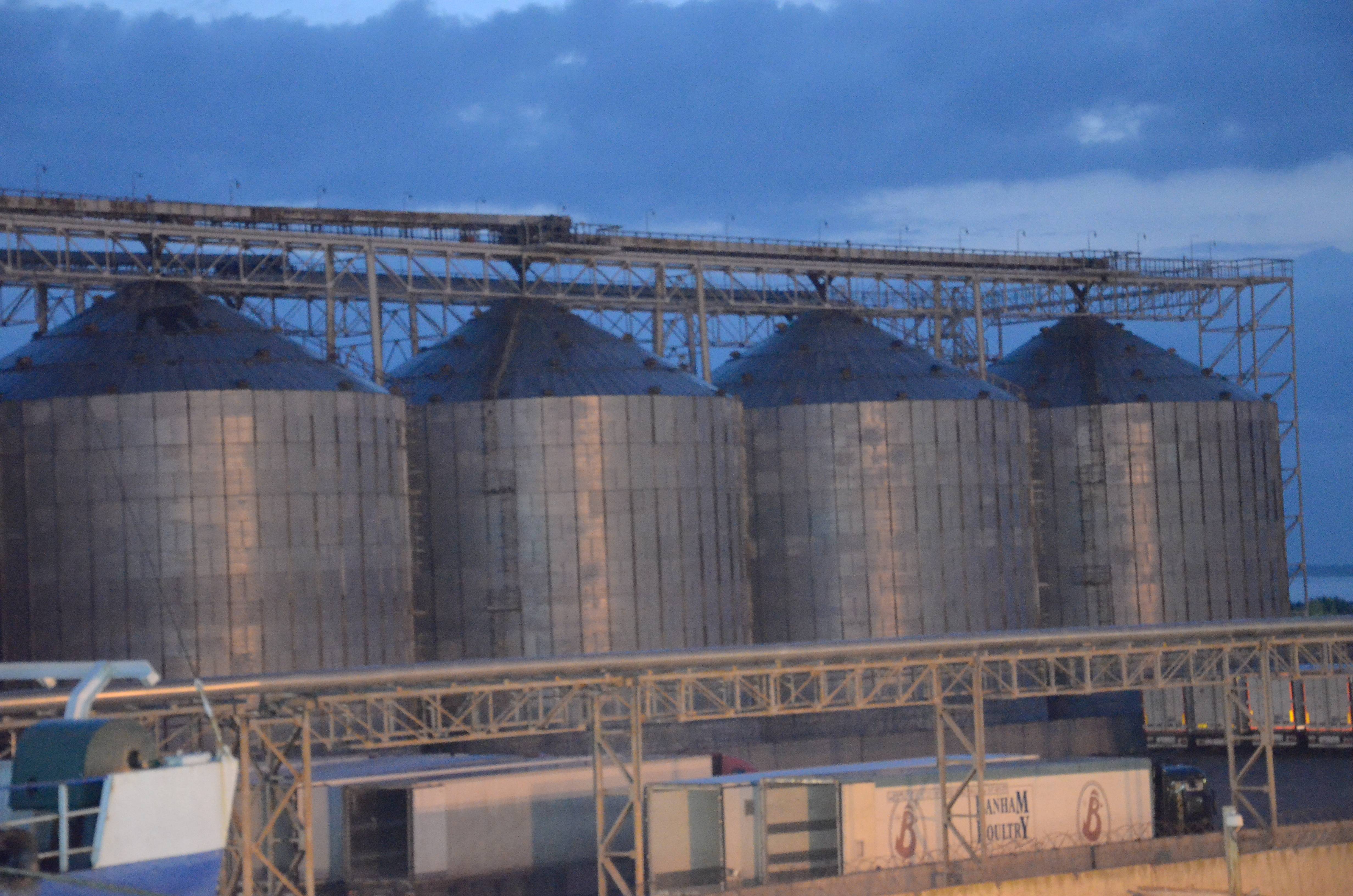
Dépôt pétrolier.
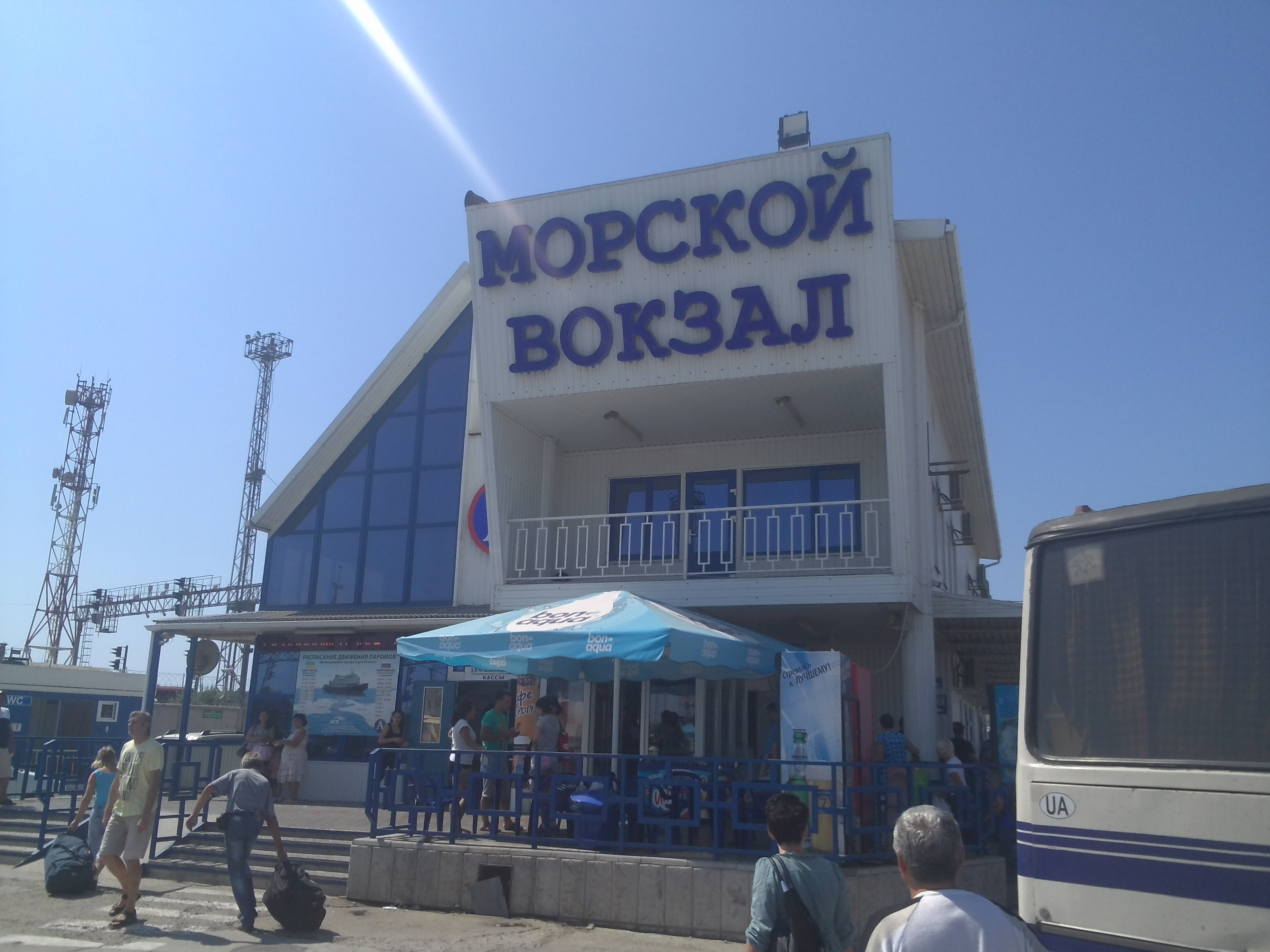
Gare ferroviaire.
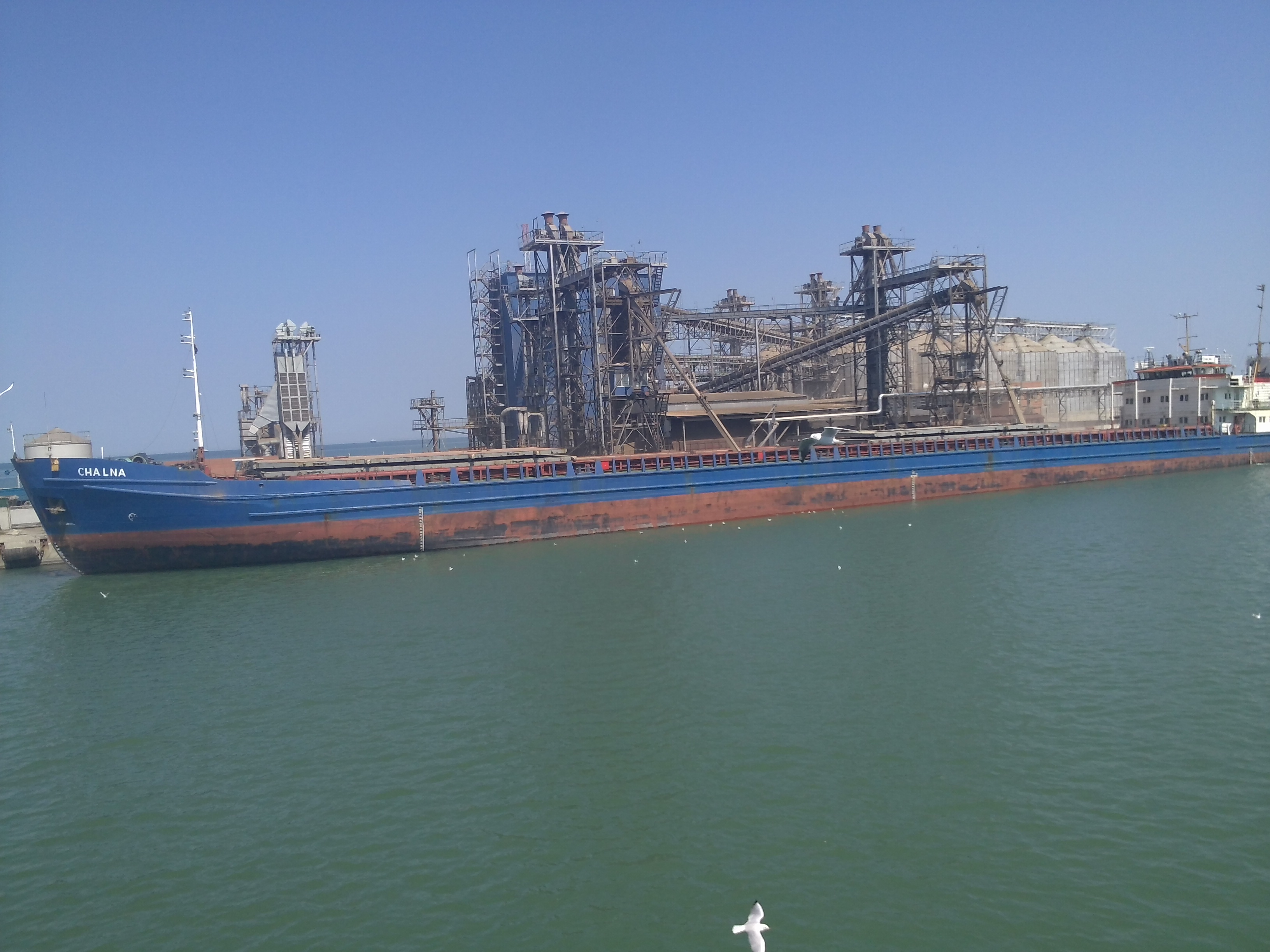
Chargement d'un vraquier.
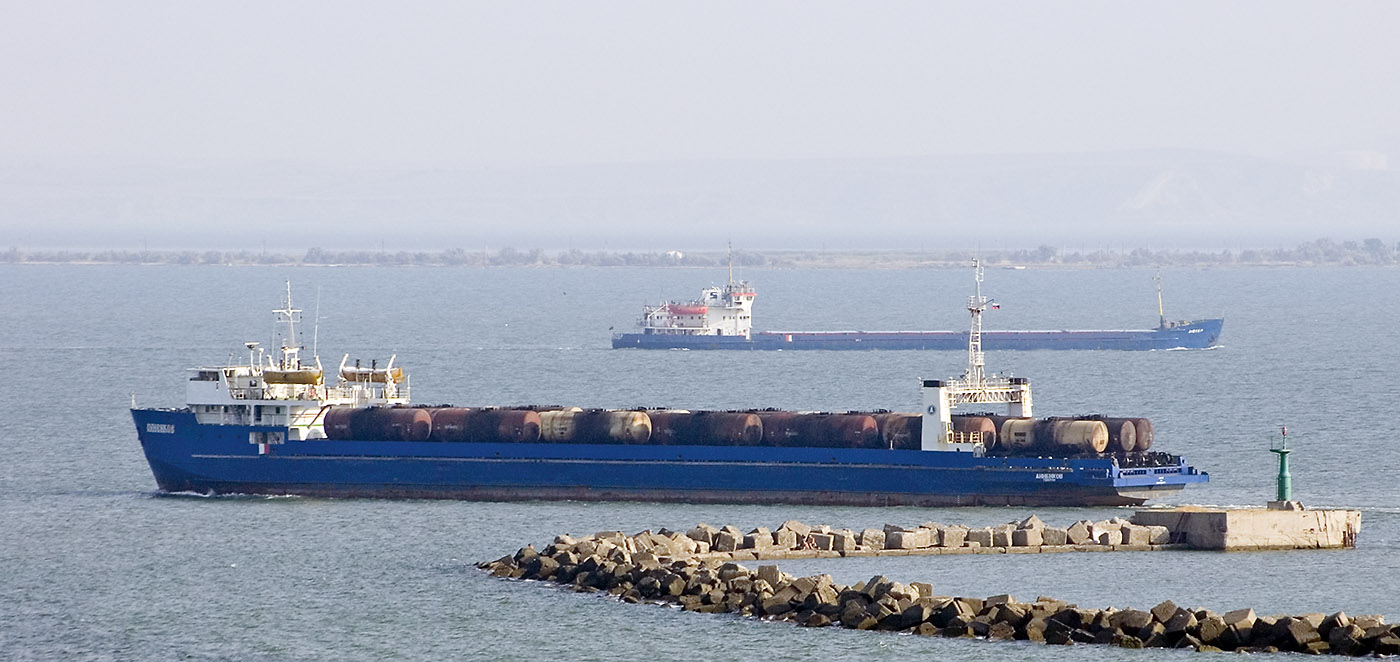
Barge de transport ferroviaire Annenkov en 2006.

## Intermodalité

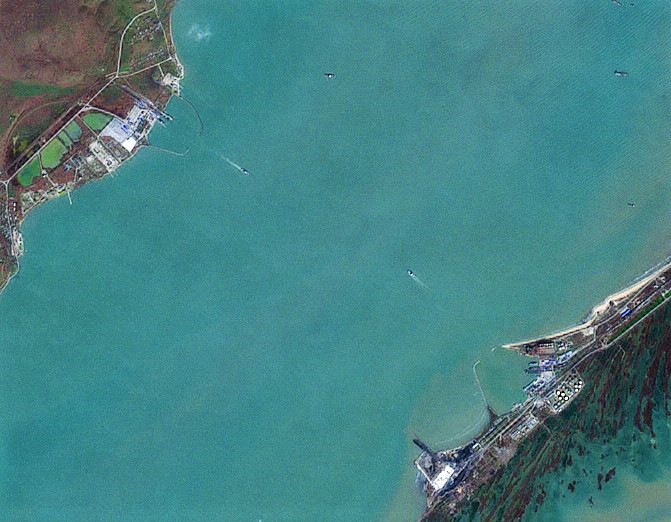
Les ports de Krym, à gauche et Kavkaz à droite.